# DriveImage XML
DriveImage XML ist eine Software, um Speicherabbilder (englisch Images) von Festplattenpartitionen in eine Abbilddatei (Image-Datei) während des laufenden Betriebes zu sichern (Backup) oder daraus wiederherzustellen (Restore). DriveImage XML steht für Privatanwender („private home use“) als kostenloser Download zur Verfügung. Eine identische Version für kommerzielle Zwecke ist kostenpflichtig. Die Software läuft ab Windows XP bis Windows 10.

## Details
DriveImage XML bietet außerdem die Möglichkeit, Partitionen über ein Netzwerk (LAN) auf andere Rechner zu sichern oder von entfernten Rechnern wiederherzustellen. Zu sichernde Abbilder von Partitionen können entweder direkt oder durch verschiedene Verfahren komprimiert gesichert werden. DriveImage XML teilt die Abbilddateien standardmäßig in Dateien kleiner als 2 GB auf, da diverse ältere Dateisysteme wie FAT16 keine Dateien größer als 2 GB ermöglichen, diese Einstellung lässt sich jedoch, etwa für CD-R (650 oder 700 MB) oder für modernere Dateisysteme mit höheren Grenzen, ändern. Drive Image XML verfügt zudem über die Möglichkeit, direkt von Laufwerk zu Laufwerk zu duplizieren (Drive to Drive). Außerdem bietet der integrierte Browser die Möglichkeit, erstellte Images zu durchsuchen und Dateien daraus zu extrahieren.
Die einzelnen Backup-Funktionen (z. B. Kompressionsgrad) sind über entsprechende Kommandozeilen-Parameter zu steuern. DriveImage XML bietet und unterstützt somit die Möglichkeit, Sicherungsaufgaben zeitgesteuert und automatisiert mittels Windows Aufgabenplaner (Task-Scheduler) auszuführen.
Ferner bietet runtime software entsprechende Plugins an, um DriveImage XML in Live-CDs (z. B. BartPE) oder USB-Boot-Sticks einzubinden. In verschiedenen bootfähigen Recovery-CDs, wie beispielsweise UBCD4Win 3.60, ist DriveImage XML bereits eingebunden.